# Dasineura ulmariae
Espèce
Synonymes
- Cecidomyia ulmariae Bremi 1847[1]
- Dasineura ulmaria (Bremi, 1847) (préféré par BioLib)[1]
- Dasineura ulmariae (Bremi 1847)[1]

Dasineura ulmariae est une espèce d'insectes de la famille des Cecidomyiidae, responsable de galles sur les feuilles de Filipendula ulmaria.